# Armada (livro)
Armada é o segundo livro publicado pelo autor americano Ernest Cline em 2015 após o sucesso do livro Ready Player One. É uma novela de ficção científica. A história segue um adolescente viciado em jogos online que defende o Planeta Terra de uma invasão alienígena e acaba descobrindo que o jogo é, na verdade, um simulador para preparar e treinar a população da Terra de uma invasão alienígena iminente.

## Enredo
Zack Lightman é um típico adolescente americano com a reputação de se envolver em confusões. Paralelo a isso ele é um dos jogadores com mais alto ranking no mundo do videogame Armada (que dá nome ao título em inglês e português). Armada é um jogo online de simulação de combate aéreo com temática de ficção científica onde a Aliança de Defesa da Terra (ADT) tenta salvar o planeta de uma invasão alienígena. Um dia, no meio de uma aula normal, Zack observa pela janela o que parece ser uma espaçonave que lembra uma das espaçonaves do jogo Armada. Ao retornar para casa ele revira os pertences de seu falecido pai (Xavier Lightman) e encontra um caderno de anotações sobre a teoria de seu pai de que uma conspiração governamental envolvendo filmes da cultura pop americana (Star Wars, Flight of the Navigator, The Last Starfighter), livros (Ender's Game) e videogames sobre invasões alienígenas e simulações militares. Mais tarde no mesmo dia, na loja de videogames em que trabalha meio período, seu chefe Ray o presenteia com um novo controle para o jogo Armada como um presente antecipado pela sua formatura. Ele testa o novo controle em uma nova missão especial disponível no Armada que involve atacar, diretamente, o planeta natal dos aliens, mas os exércitos da terra falham na missão do jogo.
Na manhã seguinte, enquanto Zack está envolvido em uma briga com Douglas Knotcher em sua escola, uma espaçonave com o logotipo da Aliança de Defesa da Terra (ADT) aterriza na frente da escola. Ray é um dos ocupantes e convida Zack a se juntar a ele em uma instalação super secreta em Nebraska. Ali ele aprende que a ADT é real e que alienígenas oriundos da Europa (satélite) um dos satélites do Planeta Júpiter (no livro apelidado de Sobrukai) planejam invadir a Terra com espaçonaves idênticas às usadas no jogo Armada e que a ADT vem usando o jogo para identificar e treinar soldados hábeis para pilotar naves drones na defesa da Terra contra os alienígenas. A ADT revela para ele que os alienígenas planejaram um ataque em massa dividido em três fases e que a primeira fase ocorrerá em menos de oito horas. Logo após o briefing a base em Nebraska em que eles se encontram é atacada por uma frota menor. No calor da batalha Zack desobedece as ordens e persegue com seu drone uma nave invasora por um dos túneis, somente para perceber que a nave alienígena ligou o sistema de autodestruição e destrói centenas de drones da ADT. Apesar de ter sido culpado pela destruição, uma vez que entrando no túnel junto com a nave alienígena as salvaguardas de proteção automática não foram acionadas, Zack é apenas reeprendido pelo almirante Vance e enviado a uma nova base ultra secreta no lado escuro da lua. Ao chegar na base lunar ele descobre que o chefe de operações ali é seu pai Xavier que forjou a própria morte anos atrás e agora é um general da ADT.
Na primeira onda de ataque alienígena a base da ADT no lado escuro da lua é atacada por drones alienígenas. Os novos recrutas consegue defender de início, mas no final falham e tem que fugir para a Terra. Zack e seu pai começam a teorizar que a invasão alienígena não passa de um teste para descobri como a população da Terra reagiria em um cenário de extinção da humanidade, já que os alienígenas, ao que parece, poderiam ter dizimado a Terra facilmente, porém, sempre davam oportunidades para que os terráqueos reagissem e ganhassem as batalhas isoladas. Um dos motivos que o leva a acreditar nisso é de que o ataque foi avisado com 40 anos de antecedência, ou seja, tempo suficiente para que a Terra se preparasse para a defesa. Eles descobrem que uma sonda espacial enviada décadas atrás para o satélite Europa era, na verdade, uma bomba enviada em resposta a uma possível ameaça representada em uma imagem erroneamente interpretada pelos humanos, ou seja, quem havia iniciado a guerra atacando primeiro, tinham sido os terráqueos.
Zack e seu pai ainda descobrem que a Terra enviou uma segunda bomba para o satélite Europa e que esta irá atingir o local na mesma hora da segunda onda de ataque alienígena, o que iria causar uma destruição mútua assegurada. Com o início da segunda onda, Xavier lança um ataque e se sacrifica garantindo que Zack consiga acionar os drones que fazem a escolta da nova bomba nuclear e destruir a arma terrestre antes que ela destrua o satélite Europa, apesar das forças terrestres tentarem impedir a manobra. Assim que a arma terrestre é destruída toda a força alienígena invasora é desigada automaticamente e os drones e forças de ataque cessam a ofensiva.
Um Icosaedro emerge do mar congelado do satélite Europa e se identifica como o O Emissário. Nesse ponto somente Zack consegue ver ele porque ainda controla o drone que destruiu a bomba perto do satélite de Júpiter. Ele se revela como uma máquina que foi criada por uma comunidade galática de civilizações alienígenas que se denominam Sodality. O Emissário, que nada mais era do que um supercomputador, orquestrou toda a situação como um teste para verificar se a humanidade poderia viver pacificamente com o grupo da Sodality e, apesar da agressão dos humanos e tentativa de destruição de Europa, a paz no final venceu com o sacrifício de vidas humanas que garantiram a paz.
Ele dá a opção de adentrar a Sodality para Zack que a aceita em nome de todo o Planeta Terra, e assim que o faz, uma terceira onda de naves adentra a atmosfera terrestre, mas dessa vez para ajudar os sobreviventes e para restaurar o planeta Terra. Zack depois aceita o emprego de embaixador da Terra na comunidade para aprender as verdadeiras intenções dos alienígenas.

## Plano de Fundo
A história toda gira em torno de como a raça humana reagiria em um evento de extinção em massa causada por uma força invasora não terrena, se a destruição mútua assegurada seria a solução para o problema ou se em meio ao caos e guerra existiriam pessoas calmas e frias o suficiente para solucionar o problema sem apelar para a destruição de ambas as espécies.

## Recepção
Armada figurou como um bestseller no New York Times, estreando em quarto lugar e ficando listado por cinco semanas.
Críticas americanas foram, em sua maioria, negativas. O Washington Post  descreveu o livo como "Narcisismo nostálgico" o Boston Globe o descreveu como "roteiro de cinema pronto", mas o chamou de "um tedioso exercício de nostalgia e clichês "
No Brasil a Folha de S.Paulo clasificou o livro com uma estrela (Bom) e o site meio bit especializado em cultura geek classificou o livro como mediano dando uma nota de 2,5 (de um máximo de 5).

## Adaptação
Em dezembro de 2015 Cline anunciou que vendeu os direitos de Armada para a Universal Pictures por um valor de 7 zeros.
Em abril de 2018, Universal contratou Dan Mazeau para escrever o roteiro do filme em colaboração com Cline e os produtors Dylan Clark e Dan Farah.